# Winnebago County, Illinois
Winnebago County är ett administrativt område i delstaten Illinois, USA, med 295 266 invånare. Den administrativa huvudorten (county seat) är Rockford.

## Geografi
Enligt United States Census Bureau har countyt en total area på 1 344 km². 1 328 km² av den arean är land och 16 km² är vatten.

### Angränsande countyn
- Rock County, Wisconsin - nord
- Boone County - öst
- DeKalb County - sydöst
- Ogle County - syd
- Stephenson County - väst
- Green County, Wisconsin - nordväst

### Orter
- Loves Park (delvis i Boone County)
- Rockford (huvudort)
- South Beloit